# Motorový paragliding

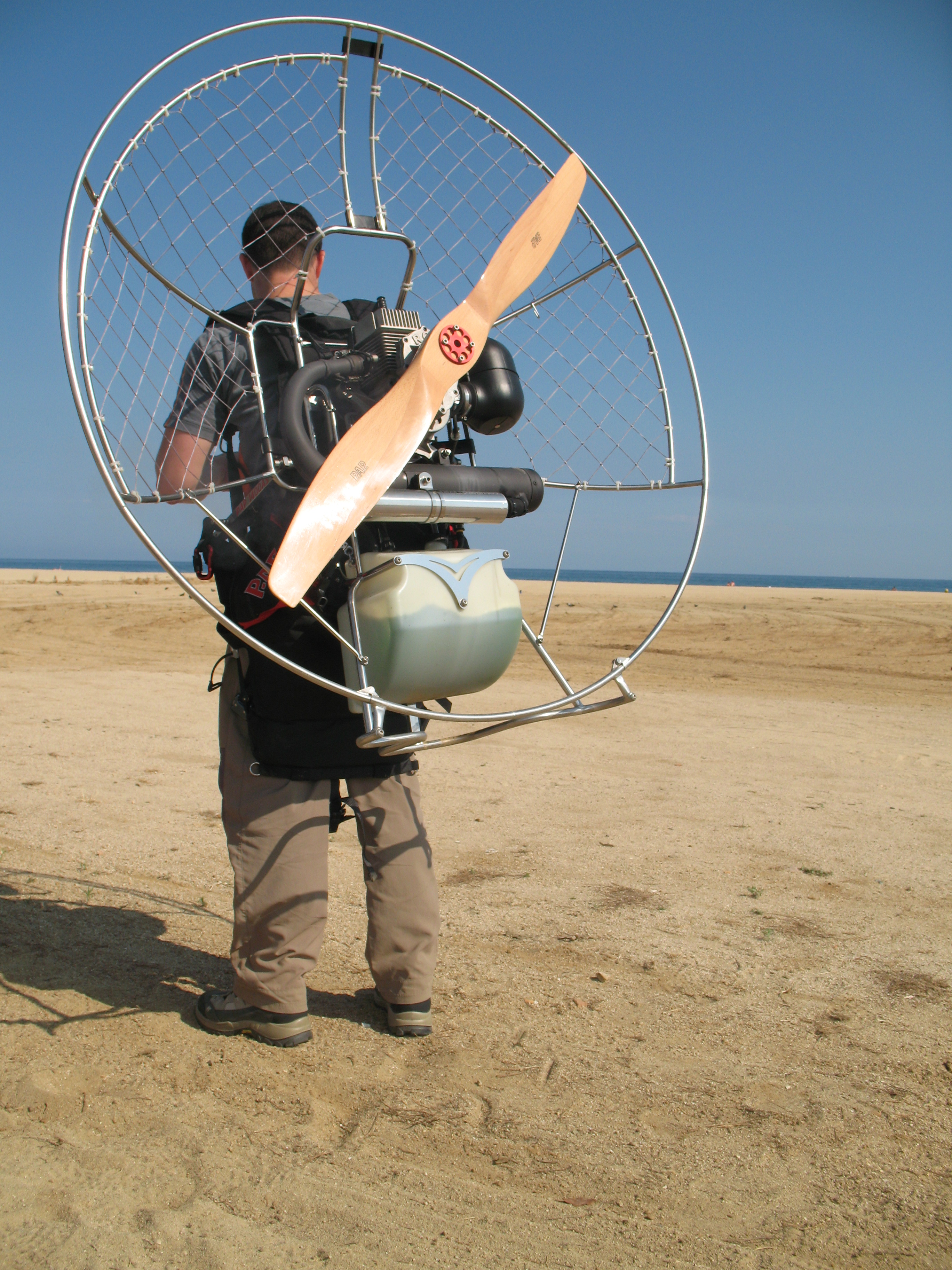
Paramotor

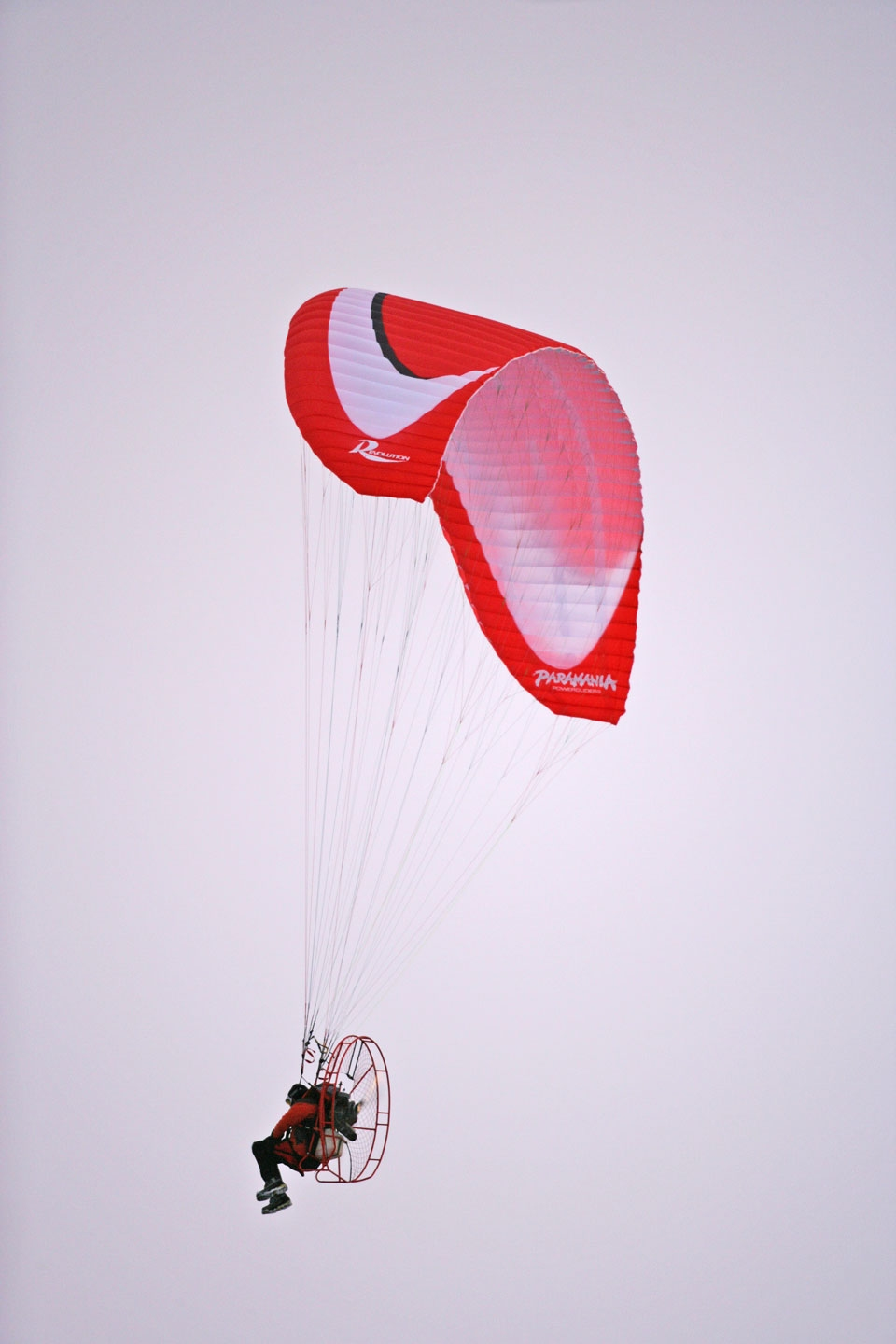
Motorový padákový kluzák

Při motorovém paraglidingu se na rozdíl od běžného paraglidingu používá k získaní výšky pohonná jednotka s vrtulí.
Pohonná jednotka může být spojena s postrojem, tehdy mluvíme o motorové krosně, nebo umístěna na tříkolce (podvozku). V případě motorové krosny slouží za podvozek nohy a startuje se tudíž rozběhem. Motorová tříkolka se k získání rychlosti potřebné k odpoutání od země - startu, rozjíždí.
Hmotnost takové motorové krosny je kolem 23–28 kg, v zásadě se používají jednoválcové dvoutaktní spalovací motory o výkonu 17–27 koňských sil chlazené vzduchem nebo vodou. Vrtule o průměru 90–125 cm je krytá ochranným, většinou duralovým trubkovým rámem (košem) s výpletem pro zabránění zranění pilota a namotání šňůr PK (padákového kluzáku) do vrtule.
Zavěšení PK se používá buď do spodních nebo vrchních „beranů“ tvořených trubkou, nebo tzv.“měkké zavěšení“ což je přímo do karabin postroje. V dnešní době se v motorových krosnách již začínají používat i čtyřtaktní motory, jejich výhodou je kultivovanější chod (méně vibrací), nižší hlučnost a spotřeba, nevýhodou ovšem větší hmotnost a nároky na údržbu. 

Létání s motorem - motorový paragliding je varianta, kde pro létání nepotřebujete kopec ani termické stoupavé proudy. Při vhodných meteorologických podmínkách odstartujete z jakékoliv rovné louky a prostě létáte, dokud vám nedojde benzín. Tuto formu létání je nejlépe přirovnat k procházkám vzduchem, kde jste schopni, samozřejmě za dodržení určitých pravidel, letět v menší výšce a navštívit tak místa kam se po zemi stěží dostanete. Nevýhodou je vyšší hlučnost motoru.

## Motorový padákový kluzák
Zákonné vymezení kategorie podle vyhlášky 108/1997 Sb. § 24, odstavec 6 : motorový padákový kluzák je ultralehké letadlo
- a) s pomocným motorem na zádech pilota, který je konstruován jako jednomístný, s maximální vzletovou hmotností 170 kg nebo jako dvoumístný s maximální vzletovou hmotností 270 kg, který umožňuje vzlet a přistání z nohou pilota, nebo
- b) s pohonem umístěným na podvozku, který je konstruován maximálně pro dvě osoby, s maximální vzletovou hmotností 350 kg.